# New Zealand Railways

Logo der NZRC

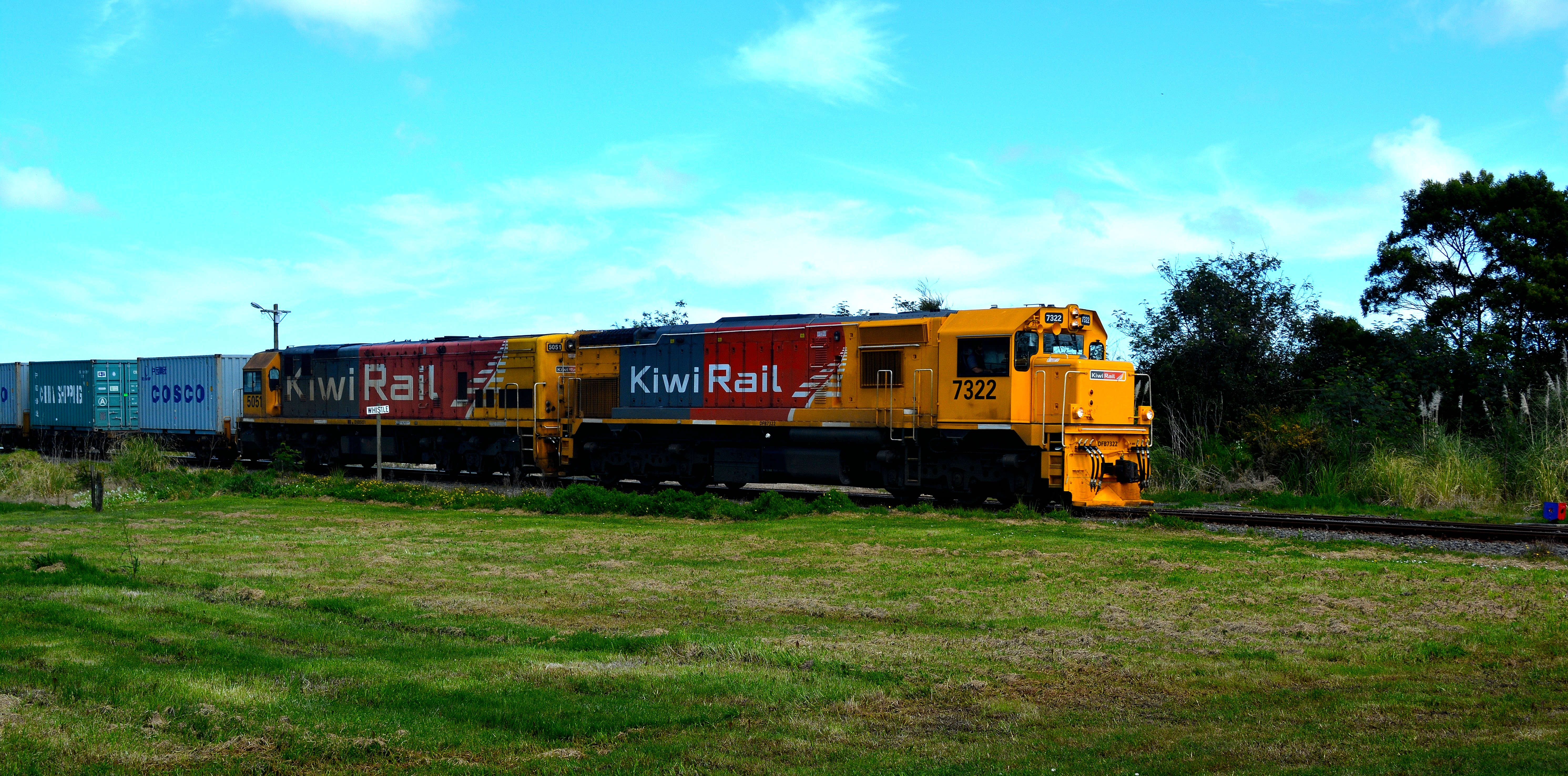
Zug von Kiwi Rail auf der Bahnstrecke Auckland–Opua

Die New Zealand Railways Corporation (NZRC) ist ein staatseigenes neuseeländisches Unternehmen, State-Owned Enterprise, das das staatliche Eisenbahnsystem über die beiden Abteilungen Ontrack (Schienennetz) und KiwiRail (Rollendes Gerät) im Auftrag der Regierung betreibt. Das Unternehmen entstand 1982 aus der Privatisierung des New Zealand Railways Department.

## Tochtergesellschaften
Seit Oktober 2008 sind folgende Tochterunternehmen den beiden Abteilungen unterstellt:
- Ontrack Infrastructure Limited, betreibt das neuseeländische Schienennetz.
- KiwiRail Limited, betreibt den Personen- und Güterverkehr.

Die KiwiRail Limited besteht wiederum aus den folgenden Geschäftsbereichen:
- Interislander, Fährbetrieb Wellington-Picton zwischen der Nord- und der Südinsel über die Cookstraße.
- Kiwi Rail Scenic Journeys, Schienenfernverkehr mit den Zugverbindungen Coastal Pacific, TranzAlpine und Overlander.
- Tranz Metro, aufgelöst, ehem. Personennahverkehr im Großraum Wellington.

## Geschichte
Seit 1870, als Julius Vogel, damals Finanzminister der Kolonie Neuseeland, eine beispiellose nationale Kampagne zur Entwicklung der Infrastruktur Neuseelands startete, waren auch die schienengebundenen Transportsysteme Sache des Staates. Die in den Jahren vorher seit 1862 entstandenen Eisenbahnlinien, die von privaten Firmen oder Provinzialregierungen initiiert und betrieben wurden, sahen sich nun unter Regierungskontrolle gestellt. Vogel sorgte dafür, dass mit geliehenem Geld neue Strecken gebaut werden konnten. So wurde das Streckennetz in nur 10 Jahren von knapp 100 km auf fast 1.900 km ausgebaut und beförderte 3 Millionen Passagiere bei gleichzeitigem Transport von 830.000 Tonnen Gütern pro Jahr. 20 Jahre später zur Jahrhundertwende umfasste das nationale Streckennetz bereits 3.250 km.
Die direkte Verantwortung zu Entwicklung, Ausbau und Betrieb des Eisenbahnnetzes hatten bis 1982 aber stets Ministerien, die in den bis dahin zurückliegenden mehr als hundert Jahren in Form, Art und Weise und Zuständigkeiten mehrfach wechselten und es über die Jahre mehr und mehr an der Effizienz des Schienenverkehrs mangeln ließen. Um das Eisenbahnnetz vor der Konkurrenz der Straße zu schützen, griff man 1936 sogar zu protektionistischen Maßnahmen und beschränkte den Transport auf der Straße zunächst auf maximal 30 Meilen, später auf 40 Meilen und erhöhte schließlich auf Druck der Transportunternehmen 1977 die mögliche maximale Transportstrecke auf 150 km.
Im Rahmen der extrem schlechten Wirtschaftslage Neuseelands Ende der 70er und Anfang der 80er sowie nach erheblichen finanziellen Verlusten im Bahnbetrieb begann man 1983 mit der Deregulierung des nationalen Schienenverkehrssystems, schaffte die Beschränkungen für Transporte auf der Straße ab und schuf damit eine Konkurrenzsituation zwischen dem Straßentransport und dem Schienentransport, in dessen Folge der Bahnbetrieb weiterhin mehr und mehr Verluste einbrachte.
Nach einem angehäuften Defizit in der Größenordnung von 1,1 Milliarden NZ$ bis zum Jahre 1990 entschloss man sich schließlich zur Restrukturierung und Privatisierung des Schienenwesens, gründete noch im gleichen Jahr die New Zealand Rail Limited (NZR) und übertrug ihr das Schienennetz, sowie den Bahnbetrieb.
1993 verkaufte die Regierung die New Zealand Rail Limited samt Schienennetz und Bahnbetrieb für 328 Millionen NZ$ an ein amerikanisches Konsortium, welches das Unternehmen 1995 in Tranz Rail umbenannte und ein Jahr später 1996 an der neuseeländischen Börse (NZX) notieren ließ. Um die nationalen Interessen in den Angelegenheiten des Schienenverkehrs wahren zu können und den nun privaten Betreiber des Systems entsprechend kontrollieren zu können, gründete die Regierung zeitgleich zum Verkauf auf der Basis des New Zealand Railways Corporation Act von 1981 die New Zealand Railways Corporation, die direkt dem Minister of Railways unterstellt war.
Nachdem dann auch Tranz Rail in die Verlustzone geriet und die Instandhaltung des Schienennetzes drohte vernachlässigt zu werden, entschloss sich die neuseeländische Regierung im Jahr 2000 zuerst das Streckennetz in Auckland zurückzukaufen. Überraschend kam nun die australische Toll Holdings ins Spiel, übernahm die defizitäre Tranz Rail und glaubte das neuseeländische Eisenbahnsystem unter dem Namen Toll Rail ohne staatlichen Einfluss gewinnbringend weiterführen zu können, nicht aber ohne finanzielle Forderungen an die Regierung zu stellen, was die Instandhaltung des Streckennetzes anbetraf.
Nach langwierigen Verhandlungen gab die Regierung Tranz Rail im Jahr 2003 noch vor ihrer Übernahme eine Finanzspritze von 75,8 Millionen NZ$, kaufte schließlich das gesamte restliche Streckennetz für nur 1 NZ$ zurück und übertrug der als Tochterunternehmen der New Zealand Railways Corporation gegründeten Transfield Service Infrastructure (New Zealand) Limited – am 10. Februar 2006 in Ontrack Infrastructure Limited umbenannt – das Netz. Doch auch den folgenden Jahren gab es Uneinigkeiten zwischen der Toll Holdings und der Regierung, welche im Jahr 2006 fast zur Einstellung des Overlanders geführt hatte. Am 1. Juli 2008 kaufte die Regierung schließlich den Bahn- und Fährbetrieb von der Toll Holdings für 665 Millionen NZ$ zurück und übertrug beide zum 1. Oktober 2008 der von der New Zealand Railways Corporation gegründeten KiwiRail Limited.
Mit den Rückkäufen fand die so einst gefeierte Privatisierung der neuseeländischen Eisenbahn ein schmerzhaftes Ende. Das „Lehrgeld“: 328 Mill NZ$ Verkaufserlös – 665 Mill. NZ$ Rückkauf – 200 Mill. NZ$ Instandhaltungsinvestitionen, macht zusammen mindestens 537 Mill. NZ$ Verlust. Dazu kommt noch, dass die Toll Holdings für ihre Transportunternehmen für bis zu 66 Jahre exklusive Nutzungsrechte an dem neuseeländischen Schienennetz bekam. Seit Juli 2008 befindet sich die neuseeländische Eisenbahn allerdings wieder zu 100 % im Staatsbesitz.